# Rodney Hall
Rodney Hall AM (* 18. November 1935 in Solihull, England) ist ein australischer Schriftsteller.
Hall kam bereits 1947 nach Australien. Nach seiner Ausbildung begann er 1951 bei einem Versicherungsunternehmen in Brisbane zu arbeiten. Seit 1961 war er als freier Schriftsteller tätig. 1962 heiratete er Bet MacPhail; sie haben drei Töchter. 1967 wurde Hall ein Creative Arts Fellowship an der Australian National University gewährt; 1971 schloss er sein Studium ab.

## Auszeichnungen
- 1973 Grace Leven Prize for Poetry für A soapbox omnibus[1]
- 1982 Miles Franklin Award für Just relations[2]
- 1989 Victorian Premier's Literary Award in der Kategorie Fiction für Captivity captive
- 1990 Member des Order of Australia[3]
- 1992 Australian Literature Society Gold Medal für The second bridegroom[4]
- 1994 Miles Franklin Award für The Grisly Wife[2]
- 2001 Australian Literature Society Gold Medal für The day we had Hitler home[4]

## Werke (Auswahl)
Der Roman The ship on a coin ist eine Satire auf das australische Bürgertum; in Just relations entwirft er eine weiße Mythologie. Captivity captive, The second bridegroom und The grisly wife bilden eine Trilogie über die gewaltsame Besiedlung Australiens.

### Lyrik
- Pennyless till doomsday (1962)
- Forty beads on a hangman's rope (1963)
- The autobiography of a gorgon (1968)
- The law of karma (1968)
- A soapbox omnibus (1973)
- The most beautiful world (1981)

### Romane
- The ship on a coin (1972)
- Just relations (1982)
- Captivity captive (1988, dt.: Gefangen)
- The second bridegroom (1991, dt.: Der zweite Bräutigam)
- The grisly wife (1993, dt.: Das schaurige Weib)
- The day we had Hitler home (2000)